# Bolbomorphus mediojunctus
Bolbomorphus mediojunctus là một loài bọ cánh cứng trong họ Endomychidae. Loài này được miêu tả khoa học năm 1921 bởi Pic.